# Sorex oreopolus
Sorex oreopolus là một loài động vật có vú trong họ Chuột chù, bộ Soricomorpha. Loài này được Merriam mô tả năm 1892.